# Národný cintorín
Národný cintorín (česky Národní hřbitov) v Martině je národní hřbitov Slovenska a místem posledního odpočinku mnoha významných osobností slovenského života. Nachází se v centru města ve Sklabinské ulici. Byl založen koncem 18. století původně jako městský hřbitov. V roce 1967 byl prohlášen za slovenský národní hřbitov a národní kulturní památku. Svůj celonárodní význam získal v druhé polovině 19. století, stalo se tak poté, co byla péče o něj svěřena Matici slovenské. Martin nebyl jako místo pro národní hřbitov vybrán náhodně, v 19. století byl totiž střediskem slovenské kultury.

## Historie
Založení hřbitova souviselo s osvíceneckými reformami 18. století. V roce 1785 byl proveden soupis hřbitovů a krypt. Z tohoto soupisu je patrné, že hřbitov v Martině byl založen před pěti roky a toto je zatím první známý písemný doklad o jeho existenci. Prvním obyvatelem Martina, o němž máme zprávu, byl Ján Lauček. Hřbitov sloužil i pro obyvatele přilehlých obcí Jahodník, Tomčanian a Doliny, jež jsou dnes městskými částmi Martina.
Hřbitov se pomalu zaplňoval, proto byl v roce 1865 po dohodě s šlechtickým rodem Révaiů rozšířen o další pozemek. Ale i tento prostor se záhy zaplnil. A tak 8. července 1903 v době, kdy v čele městské samosprávy stál rychtář Samuel Šimek, koupilo město od barona Júlia Révaie za 1000 korun pozemek s výměrou 1 katastrálního jitra na rozšíření hřbitova. Zanedlouho poté, v roce 1909, jednalo obecní zastupitelstvo s baronem Révaiem o nákupu dalšího pozemku. Šlo o nevelký kus země, jenž měl posloužit k zarovnání půdorysu hřbitova, a město jej zakoupilo za 300 korun. Uvedenému vývoji odpovídají i mapové plány hřbitova pocházející z různých období. Po těchto krocích nabyl martinský hřbitov dnešních rozměrů. Po dalším mapování v roce 1912 byl do pozemkové knihy zapsán jako parcela č. 1878/1 s výměrou 23 580 m2.
Hřbitov dnes tvoří dvě parcely a hlavní uličky rozdělují jeho plochu na šest bloků.

## Jsou zde pochováni
- Juraj Antal – lékař-fyziolog
- Július Barč-Ivan – spisovatel
- Martin Benka – malíř
- Ján Bodenek – spisovatel

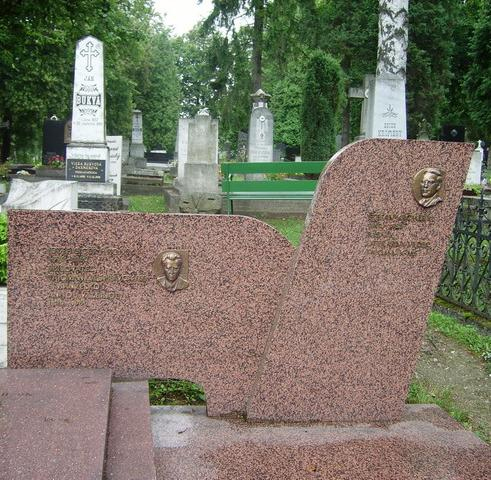
Hrob Štefana Krčméryho (vlevo) a Jozefa Cígera Hronského (vpravo). Symbolicky pochovaní spolu, neboť vzplanuli láskou ke stejné ženě

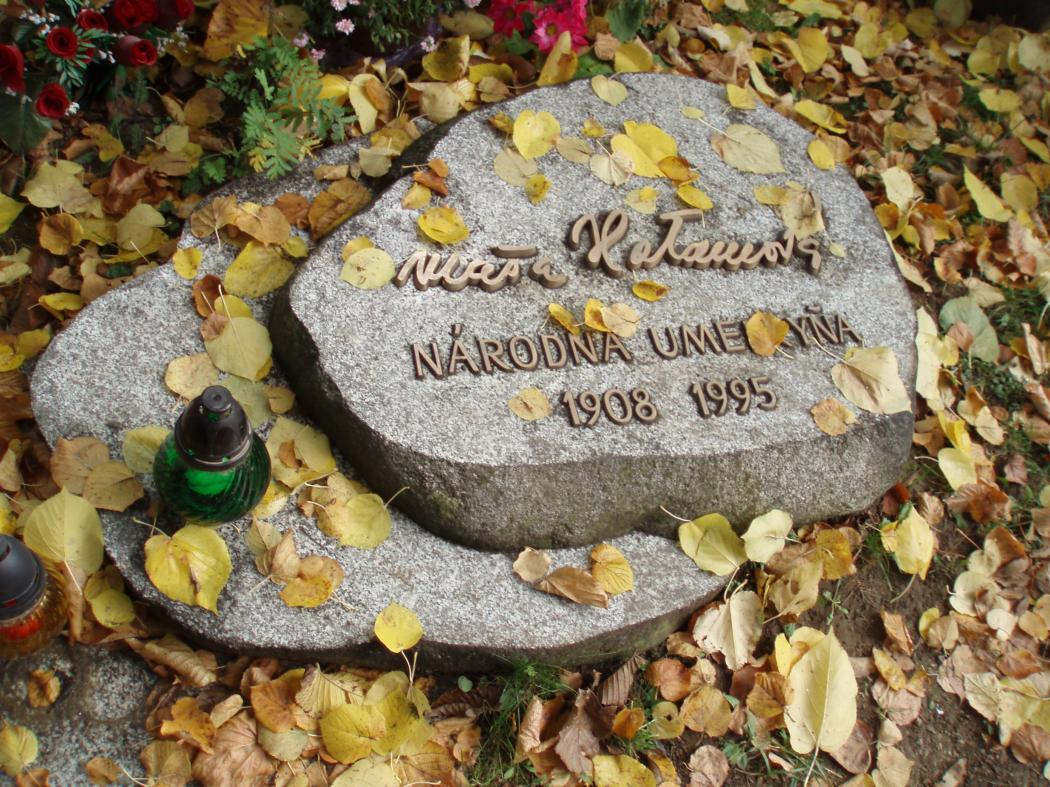
Hrob Máši Haľamové

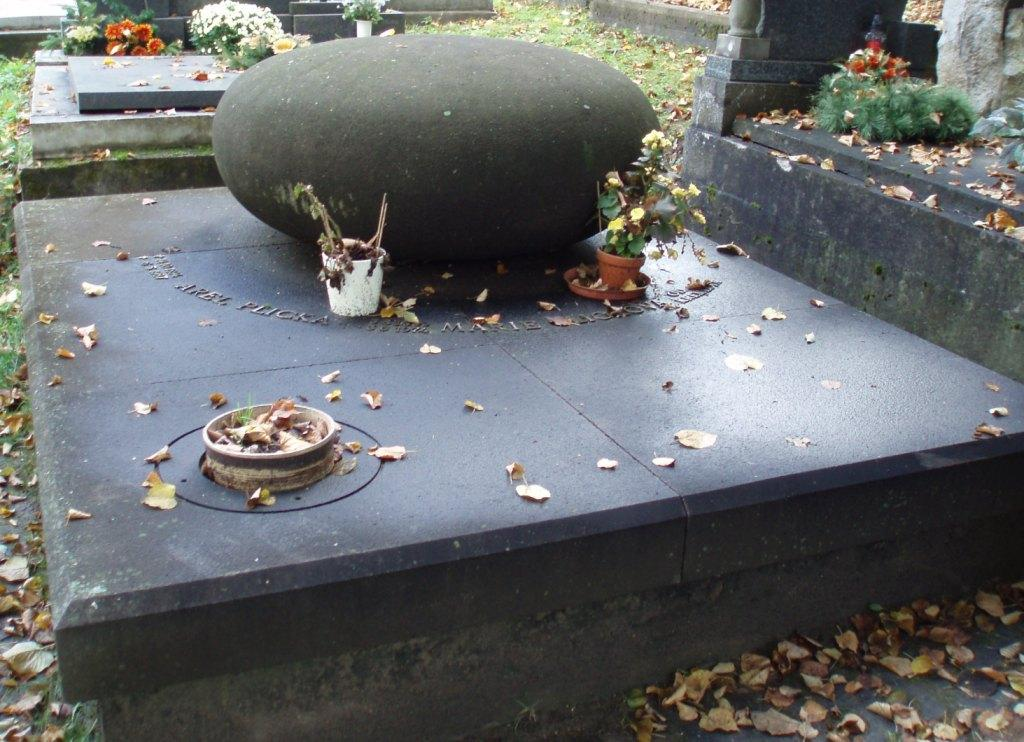
Hrob Karla Plicky

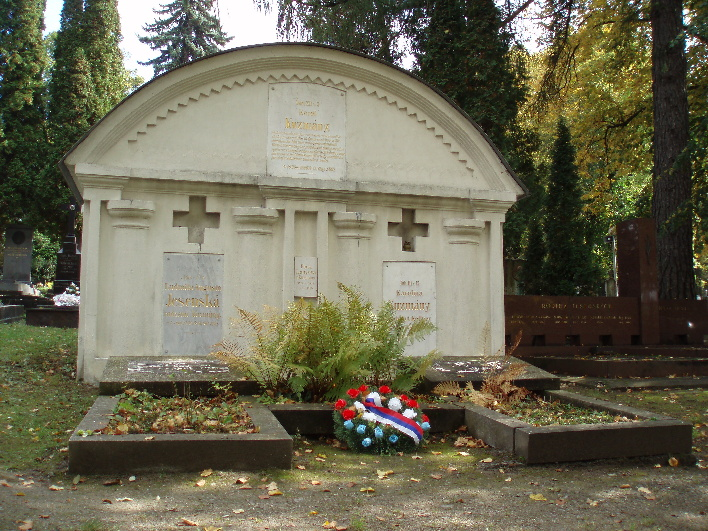
Hrob Karola Kuzmányho

- Emanuel Teodor Bohm – podporovatel slovenské literatury v USA
- Štefan Marko Daxner – slovenský  politik, právník, ekonom, publicista a národní buditel
- Mária Bohmová-Dziaková – podporovatelka slovenské literatury v USA
- Ján Bulík – předseda Matice slovenské v Jugoslávii
- Blažej Bulla – architekt a folklorista
- Juraj J. Cincík – sakrální malíř
- Jozef Cíger Hronský – spisovatel
- Samuel Czambel – jazykovědec
- Ferdinand Čatloš – generál, ministr
- Štefan Marko Daxner – slovenský národní aktivista
- Matúš Dula – politik
- Mikuláš Štefan Ferienčík – novinář a spisovatel
- Ján Francisci-Rimavský – národní aktivista
- Mikuláš Galanda – malíř
- Michal Gašparík – kronikář
- Želmíra Gašparíková – překladatelka
- Janka Guzová-Becková – zpěvačka, sběratelka lidových písní
- Andrej Halaša – národní a kulturní pracovník
- Maša Haľamová – básnířka
- František Hečko – spisovatel
- Mária Jančová-Hečková – spisovatelka
- Naďa Hejná – herečka
- Milan Hodža – politik, předseda vlády ČSR
- Ferdinand Hoffmann – divadelník
- Emil Horváth – herec
- Ján Hrušovský – spisovatel a novinář
- Svetozár Hurban Vajanský – spisovatel
- Anna Hurbanová-Jurkovičová – slovenská herečka
- Janko Jesenský – spisovatel
- Ferdinand Juriga – národní buditel
- Ján Kadavý – osvětový pracovník, vydavatel a hudební skladatel
- František Kalina – redaktor a překladatel
- František Kalina ml. – výtvarník
- Ján Kalinčiak – spisovatel
- Andrej Kmeť – sběratel, organizátor vědeckého života
- Jozef Kohút – organizátor hasičského hnutí
- Janko Kráľ – básník
- Štefan Krčméry – básník
- Martin Kukučín – básník
- Karol Kuzmány – spisovatel
- Andrej Lettrich – režisér a scenárista
- Jozef Lettrich – politik
- Elena Maróthy-Šoltésová – spisovatelka
- Ján Meličko – hudební skladatel
- Hana Meličková – herečka
- Danko Michaelli – herec
- Milan Mitrovský – malíř a spisovatel
- Pavol Mudroň – představitel slovenského národního hnutí
- Štefan Nemčok – malíř
- Karol Novák – sbormistr
- Jozef Pajtaš – oční chirurg
- Viliam Pauliny-Tóth – spisovatel, novinář, politik
- Ján Petrikovich – lékař
- Ambro Pietor – novinář, národovec
- Karol Plicka – fotograf
- Belo Polla – historik
- Daniel Rapant – historik
- Vladimír Roy – básník
- Viliam Ruttkay-Nedecký – malíř
- Miloslav Schmidt – hasič
- Ján Smrek – básník
- Blanka Smreková – básnířka
- Pavel Socháň – malíř, fotograf, etnograf a divadelník
- Ivan Stodola – spisovatel
- Ján Šikura – historik
- Jozef Škultéty – správce Matice slovenské
- Miloš Štefanovič – politik
- Samuel Dobroslav Štefanovič – národní buditel, revolucionář
- Fraňo Štefunko – sochař
- Ivan Štubňa – malíř
- Dušan Šulc – knižní grafik
- Izabela Textorisová – botanička
- Ľudmila Turzová – autorka atlasu léčivých rostlin
- Eduard Tvarožek – překladatel
- Marián Váross – umělecký historik
- Jaroslav Vlček – literární historik
- Gorazd Zvonický – překladatel